# Moritz von Froelich
Ernst August Moritz von Froelich (* 13. Januar 1787 in Medzibor-Neu Mittelwalde; † 25. Oktober 1858 in Schmiedeberg) war ein preußischer Generalleutnant.

## Leben

### Herkunft
Moritz war der Sohn von Franz Peter Friedrich von Froelich (1752–1803) und dessen Ehefrau Christiane Charlotte, geborene von Woisky (1760–1798). Sein Vater war preußischer Rittmeister a. D., zuletzt im Husarenregiment „von Württemberg“, dann Generalwagenmeister der Armee in Südpreußen.

### Militärlaufbahn
Froelich erhielt seine Erziehung im elterlichen Haus und im Kadettenhaus in Berlin. Am 4. April 1803 wurde er als Junker im Husarenregiment „von Württemberg“ der Preußischen Armee angestellt, wo er am 7. Dezember 1805 zum Kornett avancierte. Während des Ersten Koalitionskrieges kämpfte er bei Auerstedt, Zehdenick, Nordhausen, Bartenstein, Braunsberg, Heilsberg und Friedland.
1807 kam Froelich zur Husarenbrigade „Zieten“, die sich aus den Resten der Husarenregimenter zusammensetzte und sich nach dem Frieden von Tilsit als 1. Schlesische Husaren-Regiment formierte. Am 6. September 1810 wurde er Adjutant des Obersten von Zieten, der damals auch die Oberschlesische Brigade kommandierte und bei dem er in den kommenden elf Jahren in verschiedenen Stellungen diente. Bis Ende Mai 1814 stieg Froelich zum Rittmeister auf.
Während der Befreiungskriege erhielt Froelich für sein Verhalten bei Haynau das Eiserne Kreuz II. Klasse sowie den Orden des Heiligen Wladimir IV. Klasse. Bei Großgörschen wurde er verwundet, kämpfte bei Bautzen, Laon, Montmirail, Paris, Ligny und Belle Alliance sowie bei Liegnitz, Glogau, Oulchy, Arcis-sur-Aube, Meaux, Berry-au-Bac, Sezanne, Claye, Fleury, La Fere, Sevres als auch den Belagerungen von Erfurt und Avesnes. Für Laon wurde er mit dem Eisernen Kreuz I. Klasse ausgezeichnet.
Nach der Kapitulation von Paris in Saint-Cloud bei Paris beauftragte Blücher den General von Zieten, die Nachricht dem König zu übermitteln; dieser schickte seinen Adjutanten Froelich. Nach zwei Tagen und zwei Nächten erreichte Froelich den König bei Nancy. Dafür wurde Froelich am 11. Juli 1815 zum Major befördert und am 2. Oktober 1815 für Belle Alliance mit dem Orden Pour le Mérite ausgezeichnet. Am 3. November 1815 wurde er dem 6. Husaren-Regiment aggregiert, verblieb aber weiter beim mobilen Armeekorps in Frankreich.
Unter Belassung in seiner Stellung als Adjutant von Zieten wurde Froelich am 22. Juni 1816 dem Garde-Husaren-Regiment aggregiert. Er wurde am 10. Dezember 1816 mit dem Orden der Heiligen Anna II. Klasse, am 9. Oktober 1817 mit dem Orden der Ehrenlegion sowie 1819 mit dem französischen Militärverdienstorden ausgezeichnet. Am 6. Juni 1821 folgte seine Versetzung als etatsmäßiger Stabsoffizier in das Garde-Kürassier-Regiment. Anfang Juli 1821 schenkte der König ihm 300 Taler, um seine Ausrüstung zu ergänzen. Am 30. März 1828 wurde er zum Oberstleutnant befördert und am 9. Mai 1828 mit der Führung des 1. Kürassier-Regiments beauftragt. Nachdem Froelich am 30. März 1830 zum Regimentskommandeur ernannt worden war, erhielt er am 18. Januar 1831 Johanniterorden und avancierte am 30. März 1831 zum Oberst. Als solchem wurden ihm am 30. September 1835 die Brillanten zum Orden der Heiligen Anna verliehen. Mit Patent vom 10. April 1838 wurde Froelich am 30. März 1838 zum Generalmajor befördert und zeitgleich zum Kommandeur der 3. Kavallerie-Brigade in Stettin ernannt. Am 19. September 1840 wurde er mit dem Roten Adlerorden II. Klasse mit Eichenlaub ausgezeichnet. Unter Verleihung des Charakters als Generalleutnant nahm Froelich am 7. März 1843 seinen Abschied mit einer jährlichen Pension von 2250 Talern. Am 4. April 1855 wurde er Senior des Eisernen Kreuzes II. Klasse mit einem Ehrensold von 50 Talern. Er starb am 25. Oktober 1858 in Schmiedeberg in Riesengebirge.

### Familie
Er heiratete am 6. November 1817 in Sedan Adelheid Perrot (1796–1825), eine Tochter des Kaufmanns Perrot aus Sedan. Das Paar hatte mindestens ein Kind:
- Cilia (* 8. Januar 1821; † 12. November 1851) ⚭ Ludwig Wilhelm Ferdinand Boehmer (1816–1876), Eltern des Juristen Felix Boehmer[1]

Nach dem Tod seiner ersten Frau heiratete er am 26. Oktober 1835 in Breslau die Kaufmannstochter Elise Eleonore von Schiller (1798–1866), verwitwete Löbbecke. Sie war die Witwe des Breslauer Kaufmanns Theodor Lübbecke und soll eine Schwester des k.k. Generals Adolf von Schiller sein. Das Paar hatte mehrere Kinder:
- Theodor (1836–1837)
- Moritz Adolf (* 2. Juli 1839; † 10. Januar 1882), Leutnant im Garde-Dragoner-Regiment ⚭ 17. Mai 1866 (Scheidung) Freiin Eva Charlotte Ernestine Isabell (Lidy) von Lüttwitz (* 4. November 1842) aus dem Hause Alt-Raudten[3]